# Hemiceras nebulosa
Hemiceras nebulosa är en fjärilsart som beskrevs av William Schaus 1906. Hemiceras nebulosa ingår i släktet Hemiceras och familjen tandspinnare. Inga underarter finns listade i Catalogue of Life.